# Institute of Physical Education Samut Sakhon Stadium
Das Institute of Physical Education Samut Sakhon Stadium (deutsch Stadion des Instituts für Leibeserziehung Samut Sakhon; kurz. IPE-Stadium Samut Sakhon) ist ein Fußballstadion mit Leichtathletikanlage in der thailändischen Stadt Samut Sakhon, Hauptstadt der gleichnamigen Provinz. Es wird hauptsächlich für Fußballspiele genutzt und ist die Heimspielstätte des viertklassigen Fußballvereins IPE Samut Sakhon United FC. Die Anlage hat ein Fassungsvermögen von 6.378 Zuschauern. Der Eigentümer und Betreiber des Stadions ist das namensgebende Institute of Physical Education Samut Sakhon.

## Nutzer des Stadions
| Verein                     | Zeitraum der Nutzung |
| -------------------------- | -------------------- |
| IPE Samut Sakhon United FC | 2017 bis heute       |
| Samut Sakhon FC            | 2010                 |